# Петров, Иван Фёдорович (оружейник)
Ива́н Фёдорович Петро́в (1850, Ижевский завод, Вятская губерния — 1933, Москва) — российский фабрикант-оружейник и купец.

## Биография
Иван Фёдорович начал работу на Ижевском заводе (ныне Ижсталь и Концерн Калашников) учеником слесаря в замочной мастерской. При заводе окончил оружейную школу. В 1867 году начал предпринимательскую деятельность по перепродаже ружей, купленных на заводе.
Позднее Петров нанял рабочих и открыл собственную оружейную мастерскую, которая в начале XX века выросла в оружейную фабрику, располагавшуюся в Заречной волости Ижевска на Пятой улице у Плотинного переулка. В 1902 году сын Ивана Фёдоровича Василий также открыл оружейную фабрику, располагавшуюся на Базарной улице.
Иван Фёдорович совместно с сыном открыл магазины по продаже охотничьего оружия в Ижевске, Астрахани, Екатеринбурге, Омске, Новониколаевске, Иркутске, Владивостоке, на Кавказе и в Средней Азии. Кроме этого отец и сын Петровы продавали свои товары на Нижегородской, Ирбитской и Пермской ярмарках. Ружья Петровых активно рекламировались в печати, отличались высоким качеством и сравнительно низкой ценой, а также были известны искусной инкрустацией золотом и серебром. Образцы оружия экспонировались на выставках в России и за рубежом, неоднократно получая медали.
Иван Фёдорович был известен своим добродушием и хорошим обращением с рабочими, которых он самостоятельно обучал оружейному мастерству. В 1917 году в день празднования полувекового юбилея фабрики Иван Фёдорович наградил годовым окладом и именными золотыми часами оружейников, проработавших на фабрике с момента её основания. Рабочие с 25-летним стажем получили полугодовой оклад и именные серебряные часы. Остальных работников наградили именными ружьями и часами.
Петровы жертвовали средства для строительства Покровской и Успенской церквей в Ижевске, помогали бедным и многодетным семьям. На выделенные ими средства был оформлен иконостас и куплена церковная утварь для Свято-Михайловского собора, построен первый в городе родильный дом и организована карета скорой помощи. В 1912 году Иван Фёдорович участвовал в строительстве железной дороги в Гольяны и Агрыз.
16 февраля 1917 года рабочие фабрики Петрова поддержали общую забастовку в Ижевске и прекратили работу. Всё имущество Ивана Фёдоровича было конфисковано, коллекция оружия разграблена. 10 мая 1918 года Петрову, несмотря на его предложения остаться на фабрике в любом качестве, выдали предписание на право беспрепятственного выезда из города. 16 октября 1920 года национализированная фабрика Петрова была передана Ижмашу и переоборудована под производство сельскохозяйственной техники. 10 января 1921 года на заседании райисполкома было принято решение выдворить Петрова за пределы Ижевска в течение 24 часов. Иван Фёдорович был вынужден уехать из Ижевска и навещать детей.
В 1923—1927 годах Иван Фёдорович, приезжавший в столицу из Владивостока, с сыном Иваном дважды открывали в Москве оружейные мастерские.
Иван Фёдорович похоронен в Москве на Русском кладбище.

## Семья
Супруга — Феоктистова Наталья Афанасьевна (около 1848 года — 1916). Дети: Михаил (1869 — ?), Василий (1871 — ?), Елизавета (1872 — ?), Клавдия (1869—1938), Мария (1875 — ?), Анна (1876—1946, Москва), Александр (1878 — ?), Иван (1879—1949), Ксения (1881 — ?), Александра (1882 — ?), Григорий (1884—1925), дочь (1885—1885), Алексей (1887 — ?), Николай (1888 — ?), Екатерина (1890 — ?), Антонина (приёмная дочь). Внуки: Алексеев А. И..

## Дача Петровых
В Ижевске в посёлке Воложка сохранилась дача оружейника. Здание является последней сохранившейся дореволюционной постройкой на берегу Ижевского пруда и входит в перечень объектов объектов культурного наследия регионального значения Удмуртской республики.